# 孫瑋
孫 瑋（そん い、生年不詳 - 1624年）は、明代の官僚。字は純玉。本貫は西安府渭南県。

## 生涯
1577年（万暦5年）、進士に及第した。行人に任じられ、兵科給事中に抜擢された。1582年（万暦10年）、宦官の魏朝と東廠弁事官の鄭如金の罪を弾劾し、鄭如金は罪に問われて獄に下された。ふたりはいずれも馮保の腹心であった。また洪朝選を獄死させた右副都御史の労堪を弾劾して、免官させた。万暦帝は立枷を用いるのを好み、300斤あまりの重さがあったことから、立枷をつけられた罪人は立ったまま死んだ。孫瑋はその害を訴えたが、聞き入れられなかった。母が病にかかり、孫瑋は許可を受けずに勝手に帰郷したことから、罪に問われて桃源県主簿に左遷された。1597年（万暦25年）7月、太僕寺少卿となった。1598年（万暦26年）5月、太常寺少卿に転じた。6月、光禄寺卿となった。1601年（万暦29年）1月、順天府尹に転じた。10月、太常寺卿となった。
1602年（万暦30年）、孫瑋は右副都御史として保定巡撫をつとめた。先任の巡撫の汪応蛟が起こした治水事業や開墾事業を引き継いだ。旱魃・蝗害・洪水といった災害が相次ぎ、孫瑋は被災者の救恤に尽力した。鉱税の禍について上疏し、天津税使の馬堂の罪を列挙したが、いずれも聞き入れられなかった。
1608年（万暦36年）8月、孫瑋は兵部右侍郎・右僉都御史から右都御史・戸部右侍郎となり、倉場を総督した。1609年（万暦37年）5月、署都察院事を兼ねた。総督倉場のまま戸部尚書に進んだ。高級官僚に多く欠員が出ていたことから、軍政の代行を命じられた。1611年（万暦39年）11月、総督倉場のまま兵部尚書に進んだ。1612年（万暦40年）2月、総督倉場のまま署兵部に転じた。1612年（万暦40年）12月、兵部尚書・掌左都御史事となった。南畿巡按御史の荊養喬と提学御史の熊廷弼がお互いを弾劾しあうと、孫瑋は熊廷弼の解職を提議したため、熊廷弼の仲間の官応震・呉亮嗣らに攻撃された。孫瑋は上疏を重ねて引退を願い出たが、万暦帝に慰留された。1613年（万暦41年）7月、自ら辞職して退去した。
1621年（天啓元年）、孫瑋は南京吏部尚書として起用され、南京兵部尚書に転じ、機密に参与した。1623年（天啓3年）、北京に召還されて刑部尚書に任じられた。ときに獄中の囚人が数多く、獄舎は収容不可能なところに達していたため、孫瑋は北京周辺の囚人を州県に分散して収容するよう請願した。宦官の王文進が殺人事件を起こし、司礼でその罪について議論され、その仲間たちは法司に下された。孫瑋はひとつの事件をふたつの部署で裁くのは不合理であるとして、王文進も法司に下すよう請願したが、聞き入れられなかった。閏10月、孫瑋は吏部尚書・掌左都御史事に転じた。老病を理由に重ねて辞退したが、許可されなかった。1624年（天啓4年）8月、病没した。太子太保の位を追贈された。魏忠賢が政権を掌握すると、陝西巡撫の喬応甲が孫瑋を李三才・趙南星の党与として弾劾した。詔により追ってその蔭官を剥奪された。1628年（崇禎元年）、蔭官をもどされた。諡は荘毅といった。